# Psilodraco breviceps
Psilodraco breviceps — вид риб родини Антарктичні плосконоси (Bathydraconidae). Належить до монотипового роду Psilodraco. Поширений в Антарктиці біля острова Південна Джорджія. Живе на глибині 60—345 м, при температурі води 1—2 °C.